# Diatraea schausella
Diatraea schausella là một loài bướm đêm trong họ Crambidae.